# أدب تونسي

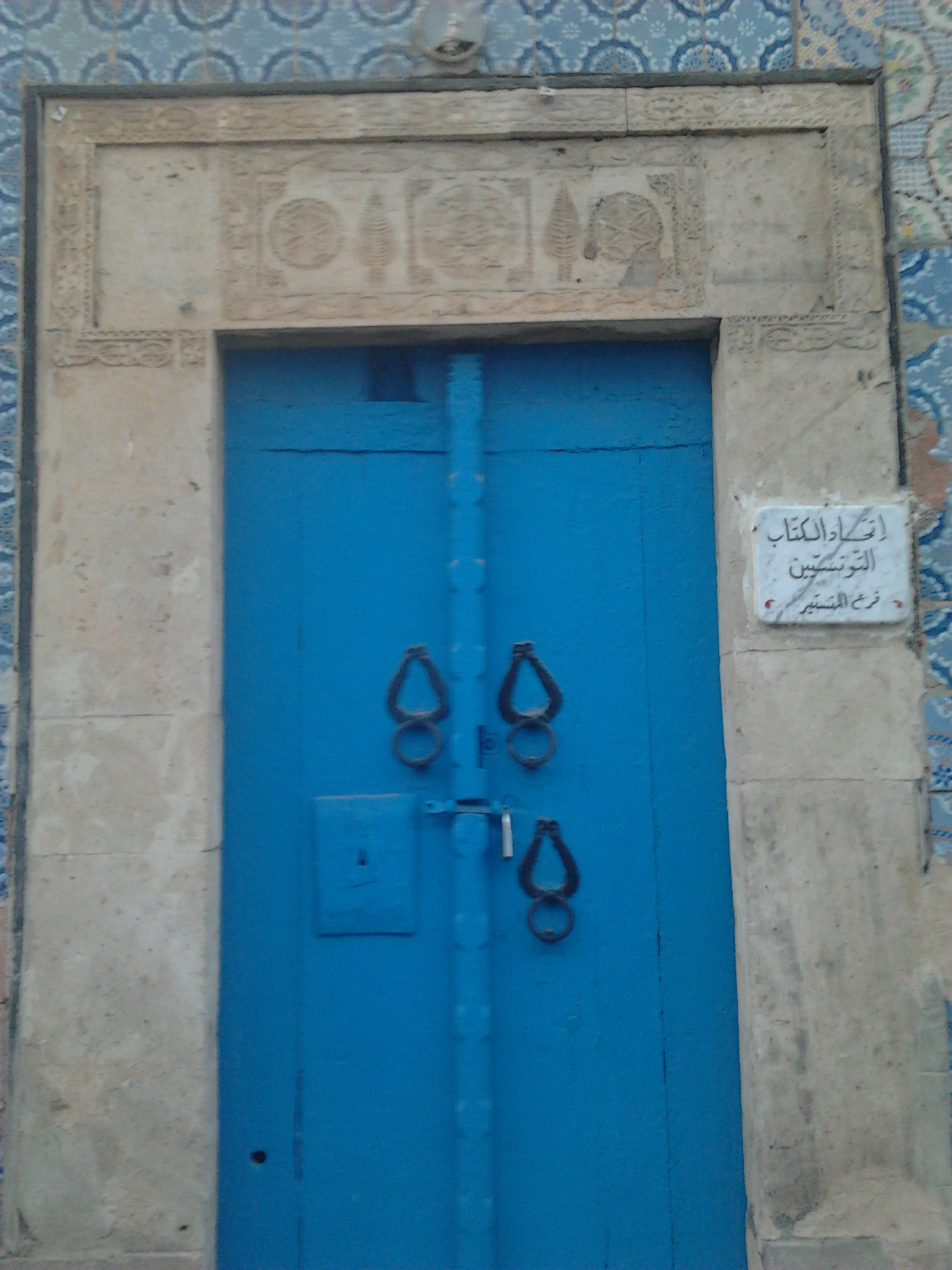
اتحاد الكتّاب التونسيين

غالبيّة الكتب التي تُنشر في إطار الأدب التونسي تُنشر في المقام الأول باللغة العربية ثم باللغة الفرنسية. يعودُ تاريخ الأدب العربي في تونس إلى القرن السابع، مع ظهور الحضارة العربية في المنطقة. يعتبر الأدب العربي أكثر أهمية من الأدب الفرانكوفوني الذي بَرَزَ عقب تنفيذ وتطبيق «الحماية الفرنسية» على تونس عام 1881، سواء من حيث الحجم أو القيمة. تسرد الببليوغرافيا الوطنية 1249 كتابًا غير أكاديمي تم نشرها عام 2002 في تونس، منها 885 عنوانا باللغة العربية. ما يقرب من ثلث هذه الكتب مخصصة للأطفال. في عام 2003، خصَّصت ميزانية الدولة 3 ملايين دينار تونسي لدعم الأدب. هناك ما يقرب من 100 دار نشر تونسية خاصة تنشر جميع الكتب تقريبًا.

## الأدب العربي
من الشخصيات الأدبية العربية التونسية البارزة علي الدوعاجي، الذي كتبَ أكثر من 150 مسرحية إذاعية، وأكثر من 500 قصيدة وأغنية، وما يقرب من 15 مسرحية. أعطى بشير خريف حياة جديدة للرواية العربية في ثلاثينيات القرن الماضي وتسبَّب في «شبه فضيحة» بتضمينه حوارًا باللهجة التونسية في قصته القصيرة الأولى. ومن الشخصيات الأدبية الأخرى منصف غشام، وحسن بن عثمان، وحبيب السالمي، ووليد سليمان، ومحمود المسعدي. اشتهر هذا الأخير بنقاط تقاطع المواضيع الإسلامية والقومية في عمله. في المقابل، لا يبرزُ الشعر التونسي ضمن الشعر العربي مثل ما هي الرواية مثلًا. يُعتبر أبو القاسم الشابي من بين أبرز الشعراء التونسيين.

## أدب اللغة الفرنسية
بدأ الأدب الفرنكوفوني في تونس، بالمعنى الدقيق للكلمة، في القرن العشرين. برزَ في البداية من قبل مؤلفين عرب مسلمين مثل محمود أسلان وصلاح فرحات بقدر ما كان مدعومًا من قبل أقلية مؤلفين يهود (على غرار المثال ريفل وسيزار بنعطار)، إيطالي، أو حتى مالطي (على غرار ماريوس سكاليسي). ازدهر الأدب الفرنكوفوني بفضل الفرنسيين الذين يعيشون في تونس الذين أسَّسُوا حياة أدبية تونسية على غرار حياة باريس.
يتميز الأدب التونسي الناطق بالفرنسية اليوم بمقاربته النقدية، وعلى عكس التشاؤم من ألبرت مممي، الذي توقَّع أن الأدب التونسي محكوم عليهم بالوفاة. هناك عددٌ من الكتاب التونسيين مثل عبد الوهاب المدب، طاهر بكري، مصطفى التليلي، هالة الباجي، أيمن الحسن وفوزي الملاح الذين عاشوا في الخارج وكتبوا بالفرنسيّة. تبرز في كتاباتهم موضوعات التجوال والنفي والانفصال والذاكرة والتمثيل وأمور من هذا القبيل.

## الأدب التونسي
هذه قائمةٌ بأبرز النشطاء (أدباء، كتاب، فلاسفة، دور نشر وغير ذلك) في الأدب التونسي:

### الأدباء
- مصطفى آغا الشركسي
- بوراوي عجينة
- محمود المسعدي
- علي الدوعاجي
- محمد العروسي المطوي
- عبد الرحمان اللموشي
- البشير خريف
- رضا سالم الصامت
- حسن نصر
- فرج لحوار
- عروسية النالوتي
- محمد الجابلي
- إبراهيم درغوثي

### الشعراء
- ابن رشيق القيرواني
- الشيخ النفزاوي
- أبو القاسم الشابي
- سوف عبيد
- يوسف رزوقة
- منصف المزغني
- الطاهر البكري
- الشيخ النفزاوي
- محمد الصغير اولاد احمد
- محمد الهادي الجزيري
- الهادي العايش
- معز الحامدي
- محمد مكور
- توفيق بن هلال

### الكتاب
- حسونة المصباحي
- صلاح الدين بوجاه
- حسن بن عثمان
- وليد سليمان
- الحبيب السالمي
- محمد علي اليوسفي
- يوسف البحري
- كمال الرياحي
- حافظ محفوظ
- بوراوي عجينة
- أميرة مبارك

### المكتبات والنشر
- المكتبات العمومية (1956 : 2 فقط) 402
- المكتبات المتجوّلة 43
- الكتب الثقافية المنشورة 1265
- عدد القراء 5.886.409
- عدد المشتركين 265.594
- رصيد الكتب بالمكتبات العمومية 4.847.737
- عدد الكتب [لمطالعة 9.923.048
- دور النشر والتوزيع 320

### معرض الكتاب (2006)
- الكتب باللغة العربية 120.131
- الكتب باللغة الفرنسية 66.250
- الكتب باللغة الإنجليزية 16.125
- كتب بلغات أخرى 3.562
- الكتب العلمية 56.066
- دراسات أدبية 16.151
- كتب الآداب 49.242
- كتب الأطفال 22.965
- عناوين مختلفة 9.108